# Primorsko (gmina)
Primorsko (bułg. Община Приморско) – gmina we wschodniej Bułgarii, w obwodzie Burgas.

## Miejscowości
Miejscowości wchodzące w skład gminy Primorsko:
- Jasna polana (bułg. Ясна поляна),
- Kiten (bułg. Китен),
- Nowo Paniczarewo (bułg. Ново Паничарево),
- Pismenowo (bułg. Писменово),
- Primorsko (bułg. Приморско) – siedziba gminy,
- Weselie (bułg. Веселие),